# 安达洛
安达洛（義大利語：Andalo），是意大利特伦托自治省的一个市镇。总面积9.81平方公里，人口1019人，人口密度103.9人/平方公里（2009年）。ISTAT代码为022005。